# АКСМ-213
АКСМ-213 — сочленённый трёхосный троллейбус производства Белкоммунмаш.

## История

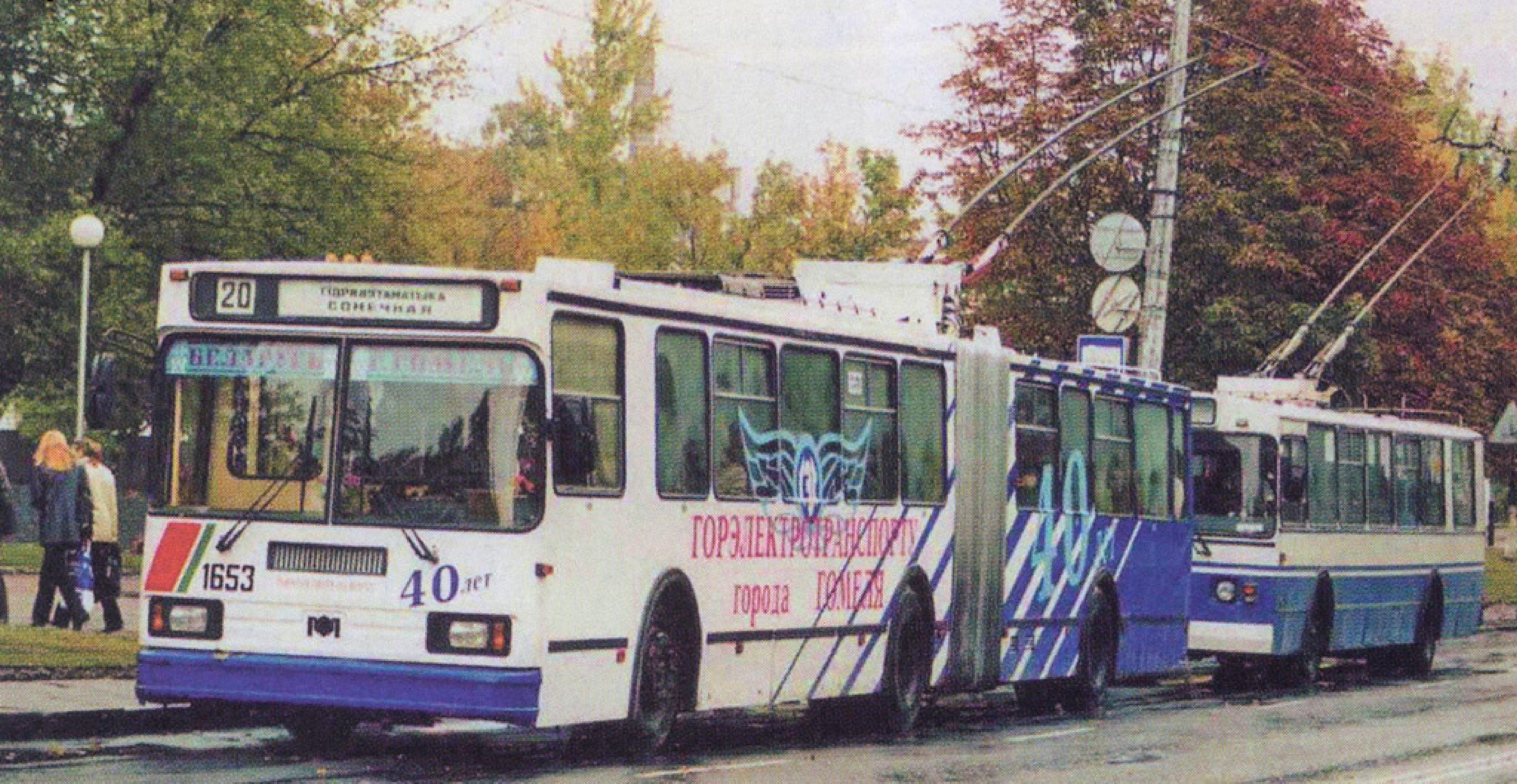
Самый первый экземпляр АКСМ-21300 в Гомеле

В мае 2002 года, в целях замены морально устаревших ЗиУ-683,ЮМЗ Т1 и Киев-11 на основе троллейбуса АКСМ-201 был создан первый экземпляр троллейбуса особо большой вместимости АКСМ-213 с применением узла сочленения производства МАЗ или Hubner. АКСМ-213 выпускался с 2002 по 2007 годы.
Большая часть произведенных АКСМ-213 работали в Минске, всего лишь 1 машина поставлена в Гомель (после окончания эксплуатации он был отставлен и списан) и 2 — в Кишинёв. В настоящее время в Минске осталась всего 1 машина. Она приписана к троллейбусному парку 5 (бортовой номер: 5578). Её эксплуатация завершилась 22 февраля 2020 года. После отстранения от эксплуатации до 16 июня 2020 года стояла в парке; 10 июня прошла плановый ремонт с покраской кузова. С 17 июня 2020 года находится в Музее.

## Описание
Кузов троллейбуса двухвагонной компоновки с рамной основой. Обшивка сторон и крыши осуществлялась с помощью натянутых стальных оцинкованных листов толщиной 0,9 мм. Лобовая часть троллейбуса выполнена из стеклопластика. Троллейбус, как и все остальные выпущенные на заводе Белкоммунмаш, имеет высокую антикоррозийную защиту и срок его службы составляет не менее 16 лет. Но иногда списывали троллейбус через 12 лет после обкатки троллейбуса. Бампер троллейбуса сварной, металлический. На бампере крепится номер (если троллейбус не содержит бортового), а также одинарные фары высокой мощности. Зад прицепа также выполнен из стеклопластика, на задней панели располагается по 5 задних фар с каждой стороны.
Для соединения тягача и прицепа используется узел шарнирного сочленения. Первоначально использовался узел сочленения HF485 фирмы Hubner (Германия), с середины 2003 по 2007 год устанавливался узел сочленения белорусского производства, аналогичный тем, которые применялись на автобусах МАЗ-105, а также узел сербского производства. Ведущий мост — средний (задний мост тягача). Колеса прицепа сдвоенные, неповоротные. Система рабочего тормоза — электропневматическая. Все дверные проёмы оборудованы двумя ступеньками на входе в салон. Ступени сделаны из стеклопластика и отделан резиной или линолеумом. Сиденья мягкие, раздельного типа, покрытые антивандальной тканью. Всего имеется 41 место для сидения, преимущественно сдвоенные. Троллейбус имеет четыре двери — все они двустворчатые, что ускоряет высадку и посадку пассажиров. Электропневматический привод дверей имеет так называемый «воздушный ключ», блокирующий ход троллейбуса при открытых дверях. Поручни выполнены из стальных труб, которые окрашены полимерной краской, устойчивой к воздействию солнечных лучей. Общая вместимость салона составляет 168 человек. Вентиляция салона осуществляется через форточки на окнах, или принудительно через два люка в крыше. Отопление электрокалориферное и питается от контактной сети.
Кабина водителя полностью отгорожена от салона, перегородка имеет два окна и специальную сдвижную форточку в одном из них для продажи билетов. Дверь в кабину снаружи открываются автономно. Кресло водителя мягкое с подресорами, регулируется в высоту и глубину, соответствует эстетическим нормам. Приборная панель сделана в стиле торпеды из термопластика. Лобовое стекло изогнутое, бесцветное. Вентиляция кабины производится через форточку, обогрев — через калорифер. Стеклоочистители рычажные, лобовое стекло разделено надвое. Рулевое управление с гидроусилителем, унифицировано с автобусами Минского автомобильного завода. Электрооборудование перенесено на крышу и почти полностью исключает возможность удара током. Троллейбус имеет повышенную степень безопасности электроизоляции, все электрооборудование защищено от осадков. В зависимости от потребностей заказчика троллейбус мог комплектоваться дополнительным оборудованием.

## Модификации
- АКСМ-21300 (базовая модель) — выпускался в 2002—2007 годах. Используется тиристорно-импульсная система управления (ТИСУ). Для подзарядки аккумуляторных батарей и питания низковольтных цепей троллейбуса используются статические преобразователи. Выпущено 149 экземпляров; ещё один был переделан из АКСМ-21301.
- АКСМ-21301 — Серийно не был выпущен как таковой, из-за отсутствия заказов. Отличается от базовой модели применением реостатно-контакторной системы управления. Был выпущен один экземпляр в 2007 году с бортовым номером 2398, через месяц был переделан в обычный АКСМ-21300.